# Fisklösen (Nora socken, Västmanland)
Fisklösen är en sjö i Nora kommun i Västmanland och ingår i Göta älvs huvudavrinningsområde.